# Stenryle
Stenryle (latin: Aphriza virgata eller Calidris virgata) er en mågevadefugl, der lever i Yukon og Alaska og trækker til de vestlige kyster af Syd- og Nordamerika om vinteren.